# Glušca (Foča)
Pour les articles homonymes, voir Glušca.
Glušca (en serbe cyrillique : Глушца) est un village de Bosnie-Herzégovine. Il est situé dans la municipalité de Foča et dans la république serbe de Bosnie. Selon les premiers résultats du recensement bosnien de 2013, il ne compte plus aucun habitant.
Avant la guerre de Bosnie-Herzégovine, le village faisait entièrement partie de la municipalité de Foča ; à la suite des accords de Dayton (1995), une portion de son territoire a été rattachée à la municipalité de Foča-Ustikolina nouvellement créée et intégrée à la fédération de Bosnie-et-Herzégovine.

## Démographie

### Répartition de la population par nationalités (1991)
En 1991, le village comptait 34 habitants, répartis de la manière suivante :